# Popice
Popice (německy Poppitz) jsou obec v okrese Břeclav v Jihomoravském kraji. Leží jihozápadně od Hustopečí. V okolí obce se rozkládají vinice a víno z těchto vinic bylo dodáváno i na český královský stůl. Žije zde přibližně 1 000 obyvatel. Jedná se o vinařskou obec v Mikulovské vinařské podoblasti (viniční tratě: Ráfle, Mitrberk, Stará hora, Svidrunk, Panenský kopec, Unédy, Sonberk, Písky). Turisticky navštěvované jsou v obci vinařství Gotberg a Sonberk s výhledem na Pálavu i Novomlýnské nádrže. Obě vinařství jsou dostupná na kole i osobním automobilem. Obec je součástí Mikroregionu Hustopečsko.

## Název
Na vesnici bylo přeneseno původní označení jejích obyvatel popici – "lidé náležející popovi" (pop bylo ve staré češtině označení pro nižšího kněze či kněze obecně). Ve druhé polovině 19. století se používal i tvar Popovice.

## Historie
První písemná zmínka o obci pochází z roku 1291, kdy je uváděno, že obec byla prodána klášteru v Dolní Kounicích.

## Obyvatelstvo
Podle sčítání 1930 zde žilo v 316 domech 1376 obyvatel. 78 obyvatel se hlásilo k československé národnosti a 1266 k německé. Žilo zde 1368 římských katolíků a 4 evangelíci.
| Rok            | 1869  | 1880  | 1890  | 1900  | 1910  | 1921  | 1930  | 1950 | 1961 | 1970 | 1980 | 1991 | 2001 | 2011 | 2021 |
| -------------- | ----- | ----- | ----- | ----- | ----- | ----- | ----- | ---- | ---- | ---- | ---- | ---- | ---- | ---- | ---- |
| Počet obyvatel | 1 361 | 1 421 | 1 478 | 1 359 | 1 366 | 1 369 | 1 376 | 979  | 983  | 952  | 947  | 952  | 962  | 974  | 973  |
| Počet domů     | 259   | 260   | 274   | 286   | 289   | 292   | 316   | 254  | 233  | 232  | 242  | 275  | 284  | 303  | 322  |

## Obecní symboly
Znak a vlajka byly obci uděleny rozhodnutím předsedy Poslanecké sněmovny Parlamentu České republiky dne 14. ledna 2000.

## Pamětihodnosti
- Kostel svatého Ondřeje
- Kaple svatého Rocha, Šebestiána a Rozálie
- Výklenková kaplička
- Socha svatého Floriána
- Socha svatého Vendelína
- Sousoší Nejsvětější Trojice
- Do správního území obce zasahuje část přírodní památky Hochberk.

## Galerie

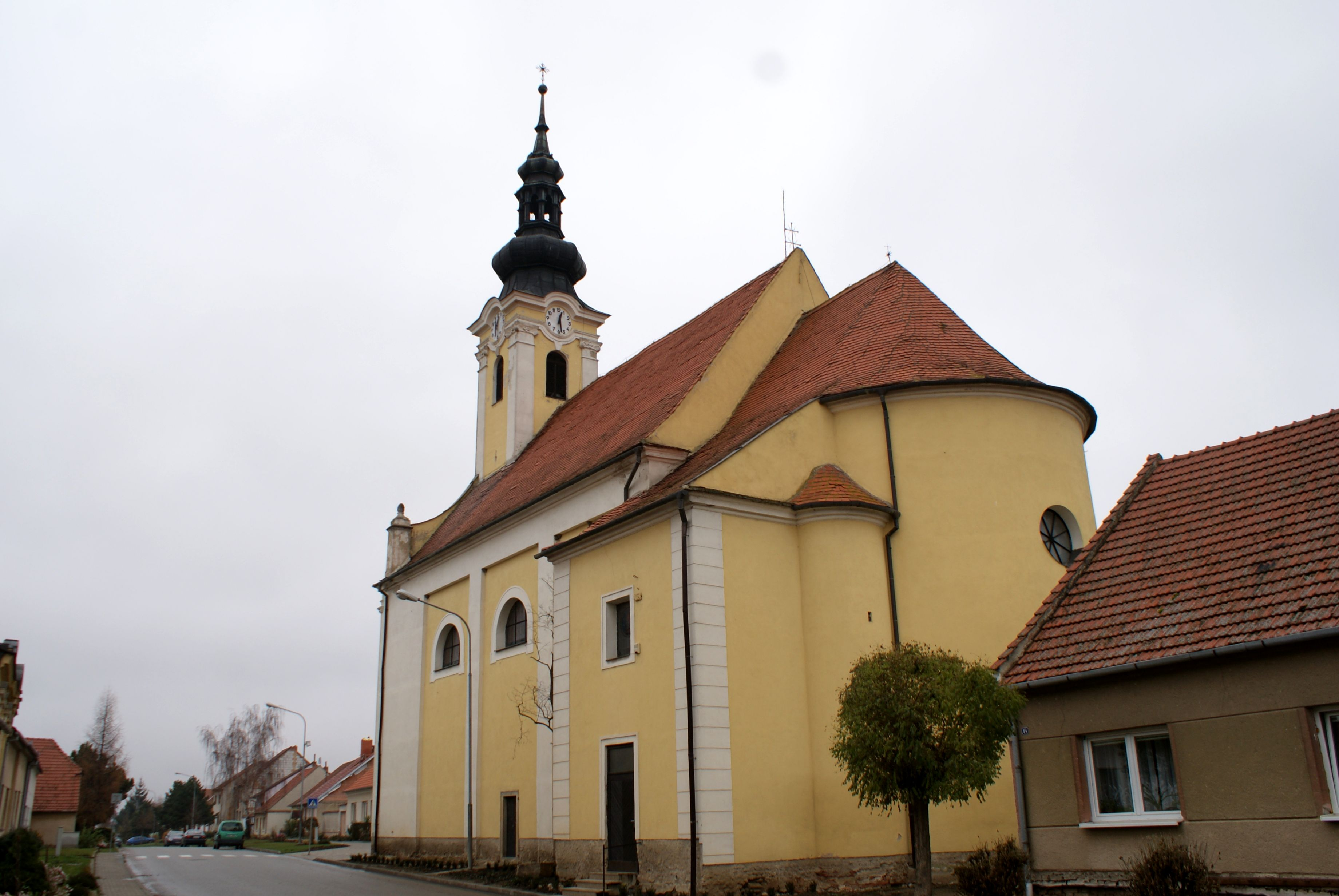
Kostel svatého Ondřeje
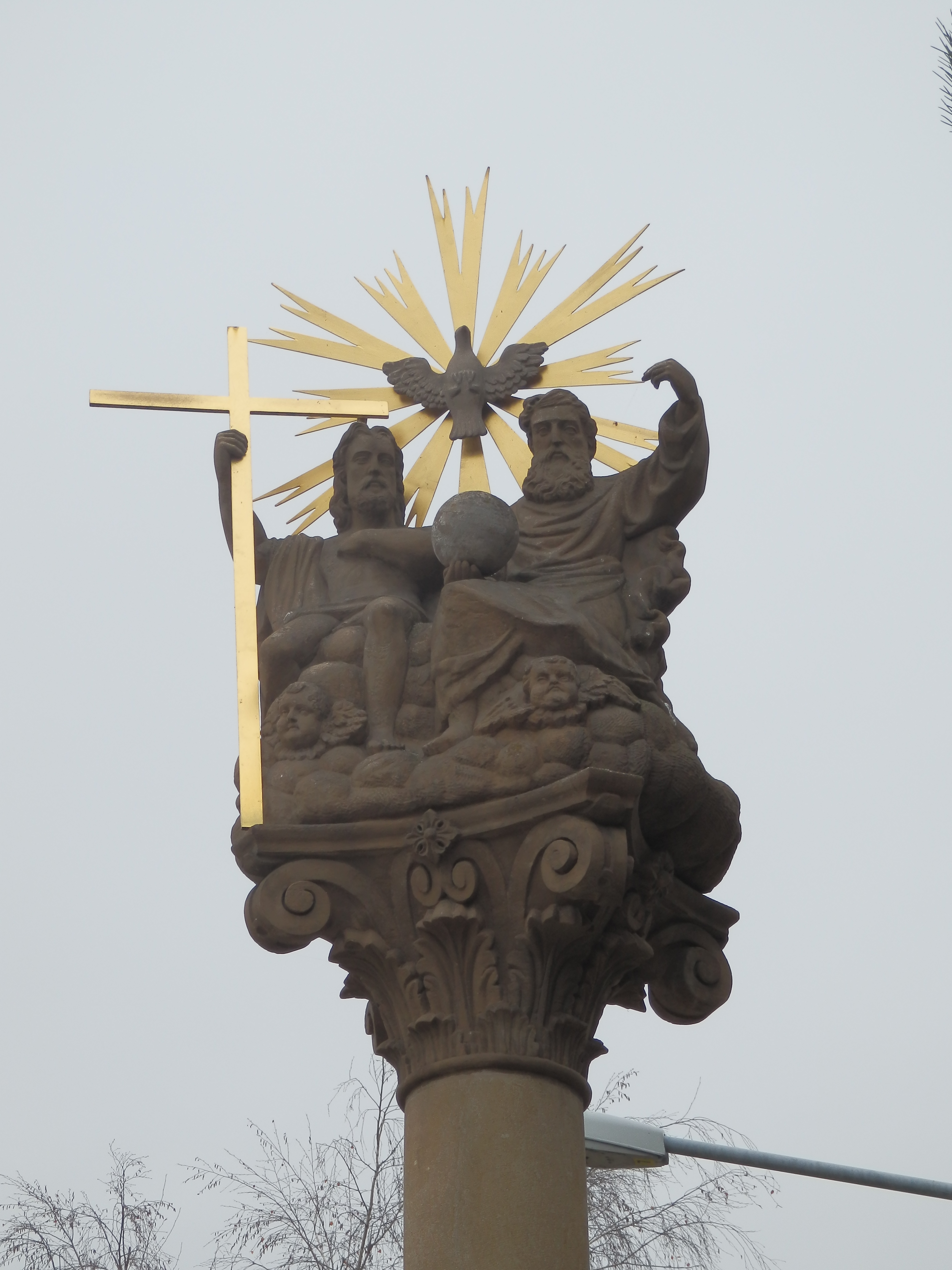
Sousoší Nejsvětější Trojice
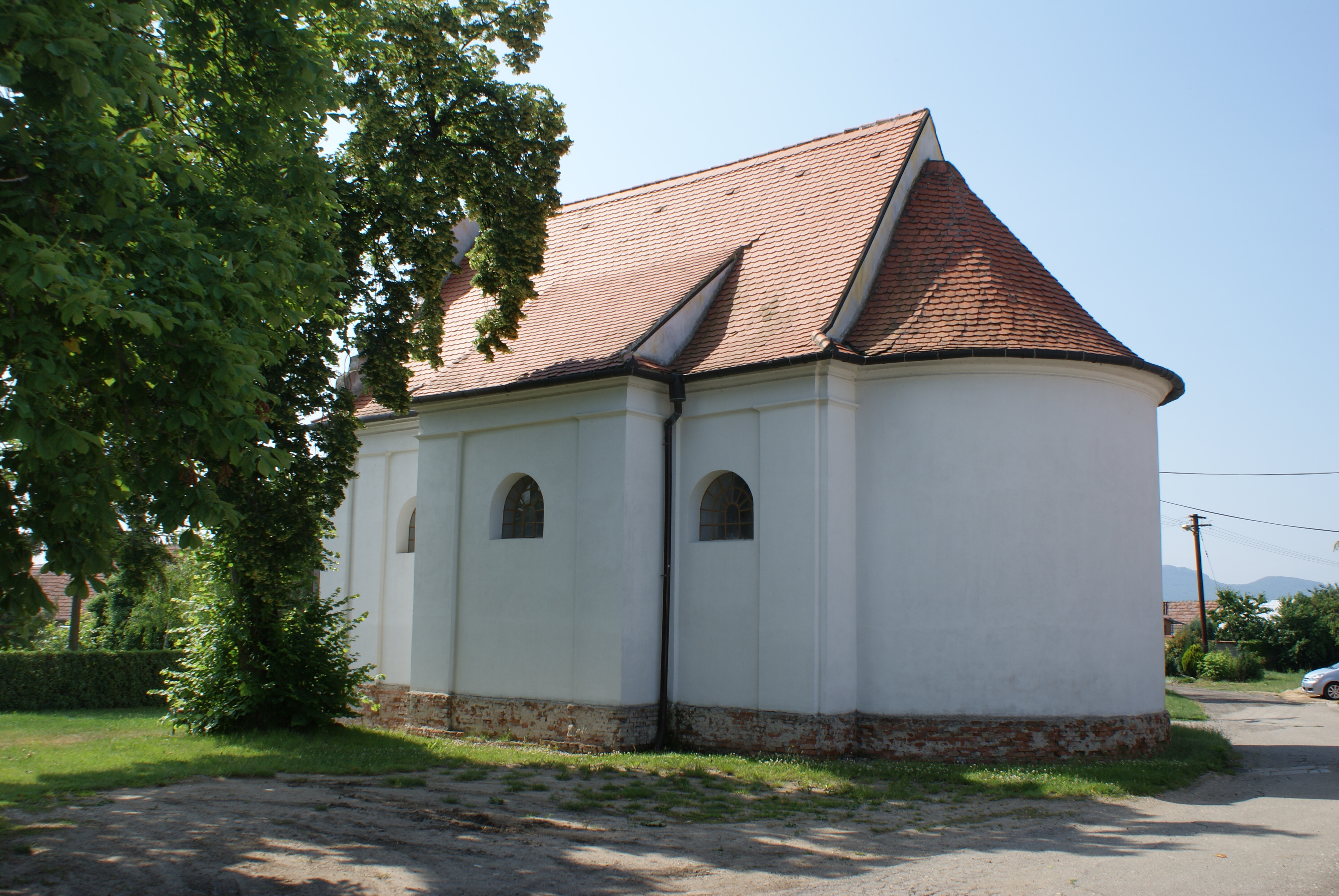
Kaple svatého Rocha, Šebestiána a Rozálie